# Andreas Stitzl
Andreas Stitzl (ur. 4 marca 1974 r. w Traunstein) – niemiecki biathlonista i biegacz narciarski, sześciokrotny medalista mistrzostw Europy w biathlonie.

## Kariera
Po raz pierwszy na arenie międzynarodowej Andreas Stitzl pojawił się w 2000 roku podczas Mistrzostw Europy w Biathlonie w Zakopanem. Wywalczył tam złote medale w sztafecie i sprincie, a w biegu pościgowym zdobył brązowy medal. Rok później, podczas Mistrzostw Europy w Haute Maurienne ponownie zdobył złoty medal w sztafecie oraz srebrny w biegu indywidualnym. Wystąpił także na Mistrzostwach Europy w Kontiolahti po raz trzeci zdobywając złoty medal w sztafecie.
W Pucharze Świata w biathlonie zadebiutował 12 stycznia 2001 roku w Ruhpolding, gdzie zajął 41. miejsce w sprincie. W klasyfikacji generalnej sezonu 2000/2001 uplasował się na 69. pozycji. Najlepsze wyniki osiągnął w sezonie 2001/2002, który zakończył na 50. miejscu. Karierę biathlonową zakończył w 2002 roku.
W Pucharze Świata w biegach narciarskich zadebiutował 26 października 2002 roku w Düsseldorfie, zajmując 22. miejsce w sprincie techniką dowolną. Tym samym już debiucie wywalczył swoje pierwsze pucharowe punkty. W klasyfikacji generalnej sezonu 2002/2003 zajął ostatecznie 64. miejsce. Był to jego najlepszy sezon w biegach narciarskich. W 2003 roku wystąpił na Mistrzostwach Świata w Val di Fiemme, gdzie zajął 23. miejsce w stylem dowolnym. Nie stał na podium indywidualnych zawodów pucharowych, jednak 24 października 2004 roku w Düsseldorfie wspólnie z Tonim Langiem zajął trzecie miejsce w sprincie drużynowym. W 2006 roku zakończył karierę.
W latach 2008–2010 był trenerem reprezentacji U-17 Niemiec w biathlonie. Od 2010 roku trenuje reprezentację młodzieżową.

## Osiągnięcia w biathlonie

### Mistrzostwa Europy
| Miejsce | Dzień       | Rok  | Miejscowość     | Konkurencja               | Czas biegu  | Strzelanie        | Strata      | Zwycięzca        |
| ------- | ----------- | ---- | --------------- | ------------------------- | ----------- | ----------------- | ----------- | ---------------- |
| 21.     | 26 stycznia | 2000 | Zakopane        | Bieg indywidualny – 20 km | 1:04:13.6 h | 2+1+1+1           | +6:41.5 min | Zdeněk Vítek     |
| 1.      | 27 stycznia | 2000 | Zakopane        | Sztafeta 4x10 km          | 1:19:55.5 h | 0+2 0+4 (0+1 0+1) | -           | -                |
| 1.      | 29 stycznia | 2000 | Zakopane        | Bieg sprinterski – 10 km  | 30:00.3 min | 0+0               | -           | -                |
| 3.      | 30 stycznia | 2000 | Zakopane        | Bieg pościgowy – 12,5 km  | 32:25.0 min | 0+0+4+1           | +46.4 s     | Tomasz Sikora    |
| 2.      | 24 stycznia | 2001 | Haute Maurienne | Bieg indywidualny – 20 km | 58:10.3 min | 0+1+0+2           | +29.5 s     | Günther Beck     |
| 1.      | 25 stycznia | 2001 | Haute Maurienne | Sztafeta 4x10 km          | 1:24:24.1 h | 0+7 0+3 (0+2 0+0) | -           | -                |
| 16.     | 27 stycznia | 2001 | Haute Maurienne | Bieg sprinterski – 10 km  | 28:35.5 min | 2+4               | +2:07.2 min | Vincent Defrasne |
| 8.      | 28 stycznia | 2001 | Haute Maurienne | Bieg pościgowy – 12,5 km  | 37:13.1 min | 1+1+1+1           | +1:45.8 min | Vincent Defrasne |
| 26.     | 6 marca     | 2002 | Kontiolahti     | Bieg sprinterski – 10 km  | 27:24.5 min | 1+4               | +2:20.0 min | Oļegs Maļuhins   |
| 16.     | 7 marca     | 2002 | Kontiolahti     | Bieg pościgowy – 12,5 km  | 36:36.4 min | 0+1+3+2           | +2:22.5 min | Oļegs Maļuhins   |
| 18.     | 9 marca     | 2002 | Kontiolahti     | Bieg indywidualny – 20 km | 56:55.5 min | 1+2+3+1           | +4:36.6 min | Andrij Deryzemla |
| 1.      | 10 marca    | 2002 | Kontiolahti     | Sztafeta 4x10 km          | 1:24:24.1 h | 0+5 1+8 (0+0 1+3) | -           | -                |

### Puchar Świata

#### Miejsca w klasyfikacji generalnej
- 2000/2001: 69.
- 2001/2002: 50.

#### Miejsca na podium w zawodach chronologicznie
Stitzl nigdy nie stał na podium indywidualnych zawodów Pucharu Świata.

## Osiągnięcia w biegach narciarskich

### Mistrzostwa świata
| Miejsce | Dzień     | Rok  | Miejscowość   | Konkurencja            | Czas biegu | Strata | Zwycięzca           |
| ------- | --------- | ---- | ------------- | ---------------------- | ---------- | ------ | ------------------- |
| 23.     | 26 lutego | 2003 | Val di Fiemme | Sprint stylem dowolnym | 3:12.1 min | –      | Thobias Fredriksson |

### Puchar Świata

#### Miejsca w klasyfikacji generalnej
- 2002/2003: 64.
- 2004/2005: 140.

#### Miejsca na podium w zawodach chronologicznie
Stitzl nigdy nie stał na podium indywidualnych zawodów Pucharu Świata.